# Ли Пинбин, Марк
Марк Ли Пинбин, также Ли Пинбинь, Марк Ли, Пин Бин Ли (кит. 李屏賓, 8 августа 1954, Тайвань) — тайваньский кинооператор.

## Биография
Включился в киноиндустрию в 1977. Снимает на Тайване и в Гонконге. Работал, среди других, с такими режиссёрами, как Хоу Сяосянь, Чан Ань Хунг, Вонг Карвай. Сотрудничает также с европейскими режиссёрами.

## Избранная фильмография
- 1985: Время жить, время умирать (Хоу Сяосянь)
- 1993: Кукловод (Хоу Сяосянь)
- 1994: Летний снег (Энн Хёй)
- 1998: Цветы Шанхая (Хоу Сяосянь)
- 2000: Любовное настроение (Вонг Карвай; в соавторстве с Кристофером Дойлом, премия Каннского МКФ за выдающееся техническое решение, премия Национального общества кинокритиков США, премия Чикагской ассоциации кинокритиков)
- 2000: Вертикальный луч солнца (Чан Ань Хунг)
- 2001: Миллениум Мамбо (Хоу Сяосянь)
- 2003: Кафе Люмьер (Хоу Сяосянь)
- 2005: Лучшие времена (Хоу Сяосянь)
- 2007: Полет красного надувного шарика (Хоу Сяосянь)
- 2009: Заложник смерти (Жиль Бурдо)
- 2009: Надувная кукла (Хирокадзу Корээда)
- 2010: Норвежский лес (Чан Ань Хунг; Asian Film Awards за лучшую операторскую работу)
- 2012: Ренуар. Последняя любовь (Жиль Бурдо)
- 2016: Вечность (Чан Ань Хунг)

## Признание
Номинант и лауреат многочисленных премий. Критика включает его в число 10 крупнейших современных кинооператоров. В 2009 о нём снят документальный фильм Пусть меня унесёт ветер ().